# Zootermopsis laticeps
Zootermopsis laticeps (лат.) — вид термитов из семейства Archotermopsidae (ранее в Termopsidae). Эндемик Неарктики.

## Распространение
Встречаются в Северной Америке: США (штаты Аризона, Нью-Мексико, Невада, Техас) и северная Мексика (штат Чиуауа).

## Экология
Термиты Zootermopsis laticeps живут в гниющей древесине, в стоящих деревьях в тугайных зонах; влажность стоящих деревьев может иметь решающее значение для их выживания, поскольку в поваленных бревнах или пнях они не встречаются. К деревьям-хозяевам относятся тополь (Populus), ива (Salix) и Платан (Platanus).
Рацион питания термитов состоит в основном из гнилой древесины, а переваривать целлюлозу помогают симбиотические бактерии и простейшие, обитающие в кишечнике. Кроме того, термиты поедают раненых членов своей колонии и, как вариант, термитов из других колоний.

## Жизненный цикл
Колонию обычно основывают крылатые самец и самка термита после брачного полета. Отбросив крылья, размножающиеся особи выбирают подходящее дерево с подходящей древесиной и создают под корой камеру, в которую часто проникают через отверстие жуков. Из первого яйца развивается маленький термит-солдат, узнаваемый по темной голове и режущим мандибулам; солдаты защищают колонию от других термитов и от муравьев-мародеров. Из следующих яиц развиваются рабочие особи, которые расширяют колонию, вгрызаясь в окружающую их древесину. Когда мертвая древесина истощается, колония вымирает.
По мере роста и линьки одни рабочие превращаются в полноразмерных солдат, другие начинают отращивать крыловые «почки» и, наконец, дифференцируются в первичных половых особей, которые становятся более многочисленными, когда ресурсы колонии почти исчерпаны. Другая группа рабочих может превратиться в бескрылых вторичных половых особей золотистого цвета; обычно это происходит после гибели первичных половых особей, возможно, в результате войн с соседними колониями, которые часто приводят к слиянию двух колоний. Слившиеся колонии могут содержать множество вторичных половых особей.

## Классификация
Вид был впервые описан в 1906 году под названием Termopsis laticeps Banks, 1906.
Виды рода Zootermopsis трудно различить; одним из способов сделать это является анализ углеводородов кутикулы, но этот метод имеет свои ограничения, и выяснилось, что спектроскопия в ближней инфракрасной области позволяет разделить виды и подвиды с точностью более 99 %.